# Torbjørn Andersen
Torbjørn Andersen, född 5 januari 1957 i Grimstad, är en norsk politiker i det norska Fremskrittspartiet.
Han valdes in i Stortinget för Aust-Agder 1997, och valdes om två gånger innan han lämnade Stortinget 2009.
På lokal nivå var han med i Frolands kommunstyrelse åren 1991-1999.